# Vzdělávací ikurz pro budoucí chemiky
Vzdělávací ikurz pro budoucí chemiky (zkráceně ViBuCh) je soutěž pro studenty středních škol z České a Slovenské republiky. Kurz probíhá pod záštitou Přírodovědecké fakulty Masarykovy univerzity v Brně. Úlohy soutěže sahají i nad rámec středoškolské chemie a seznamují účastníky kurzu i s vědeckými oblastmi výzkumu. Kurz se pořádá od roku 2010.

## Průběh soutěže
Přibližně od poloviny září vycházejí postupně čtyři série úloh, které je možné stáhnout z webových stránek. Účastníci kurzu pak mají zhruba šest týdnů na řešení každé série. K řešení je možné použít jakoukoliv literaturu či internet. K úlohám jsou navíc uváděny i studijní materiály buď psané přímo autory, nebo alespoň odkazy na vhodné zdroje. Řešitelé svá řešení nahrávají do elektronické odevzdávárny a autoři je opraví a ohodnotí. 
Každý ročník je věnován čtyřem tématům, která jsou volena tak, aby pokryla co nejširší spektrum oblastí chemického výzkumu. Kromě různých odvětví chemie se řešitelé také hlouběji seznamují s řadou souvisejících oborů, jako je např. molekulární biologie, biofyzika, bioinformatika nebo chemoinformatika.
Na podzim probíhá v Brně víkendové setkání účastníků, jehož součástí jsou přednášky z témat, na který byl probíhající ročník zaměřen. Nejlepší účastníci jsou pozváni na týdenní závěrečné soustředění, které se koná začátkem srpna v prostorách nového Univerzitního kampusu v Bohunicích. 

### Soustředění
Na soustředění se potkávají účastníci s organizátory. Soustředění trvá týden a probíhá v neformální atmosféře. Odborný program se skládá hlavně z praktických cvičení v laboratořích, které navazují na témata v korespondenční části. Účastníci si vyzkouší například organickou syntézu, fotochemické studium kinetiky s lasery, měření na NMR nebo návrh léčiva na počítači. Jeden den je vyhrazen pro výlet, kdy je v plánu chemická exkurze a toulky přírodou. Během soustředění se také hrají různé zážitkové hry.

## Organizátoři
Kurz organizují studenti chemických oborů z Ústavu chemie Přírodovědecké fakulty Masarykovy univerzity, Centra pro výzkum toxických látek v prostředí a Národního centra pro výzkum biomolekul, patřícího do Středoevropského technologického institutu CEITEC. Autory úloh bývají také pracovníci uvedených pracovišť.